# Багрим, Павлюк
Павлю́к Багри́м (бел. Паўлю́к Багры́м; настоящее имя — Па́вел Ио́сифович Багри́м; 2 (14) ноября 1812—1891) — белорусский поэт.

## Биография
Родился в деревне Крошин, в Новогрудском уезде (теперь Барановичский район Брестской области, Республика Беларусь) в семьи ремесленника. Образование получил в Крошинской римско-католической приходской школе.
Багрим сам стал сочинять стихи, в которых звучали любовь к родине, природе, людям, боль за их нелёгкую жизнь при барщине и стремление к свободе. Барину были небезразличны события, которые произошли в родной деревне. Он откликнулся на эти события в своих стихах. Односельчанам читал также запрещённые стихотворения других авторов. При обыске жандармы нашли у Багрима анонимное стихотворение «Разговор барина с крестьянином». За распространение стихотворений против крепостного закона был сдан в рекруты и прошёл путь царской службы. Возвратившись, работал кузнецом в родной деревне. Сохранилась одна из работ новоиспечённого кузнеца — большая красивая, выкованная им люстра, которая до сих пор находится в Крошинской католической церкви. Над ей созданием Багрим работал несколько лет. Из его творческого наследства сохранилось только одно стихотворение «Зайграй, зайграй, хлопча малы…», написанное им в юношеском возрасте и напечатанное в воспоминаниях новогрудского адвоката И. Яцковского «Повесть моего времени».
Среди ценителей стихотворение Багрима — «настоящий шедевр белорусской лирики XIX века — трогает глубиной и непосредственностью чувств, народно-песенным колоритом, силой протеста против крепостничества».
В 1891 году поэт умер и был похоронен в родной деревне.

## Память
- В 1985 в Крошине открыт музей народного творчества и ремёсел имени П. Багрима.
- В 2005 году в городе Барановичи в микрорайоне Боровки одна из улиц названа в честь Павлюка Багрима.
- Имя П. Багрима присвоено одной из улиц в агрогородке Крошин Барановичского района Брестской области.
- Мемориальный камень на месте кузницы П. Багрима в Крошине.
- Отец Кароль Журавский (белорусский католический священник, краевед) собирал воспоминания и документы о поэте, сделал фотокопии соответствующих документов.
- Скульптурный портрет П. Багрима (скульптор — З. Азгур) .

## В филателии и нумизматике
- В 2012 году выпущен в обращение почтовый конверт, посвящённый 200-летию со дня рождения П. Багрима.

## Галерея

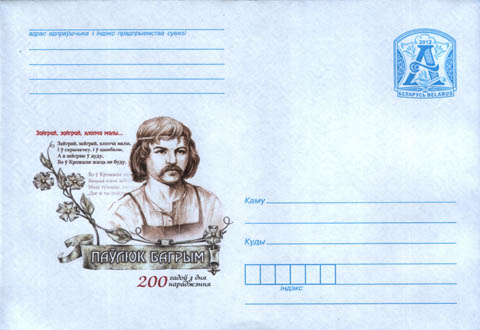
Конверт, посвящённый 200-летию со дня рождения (2012)
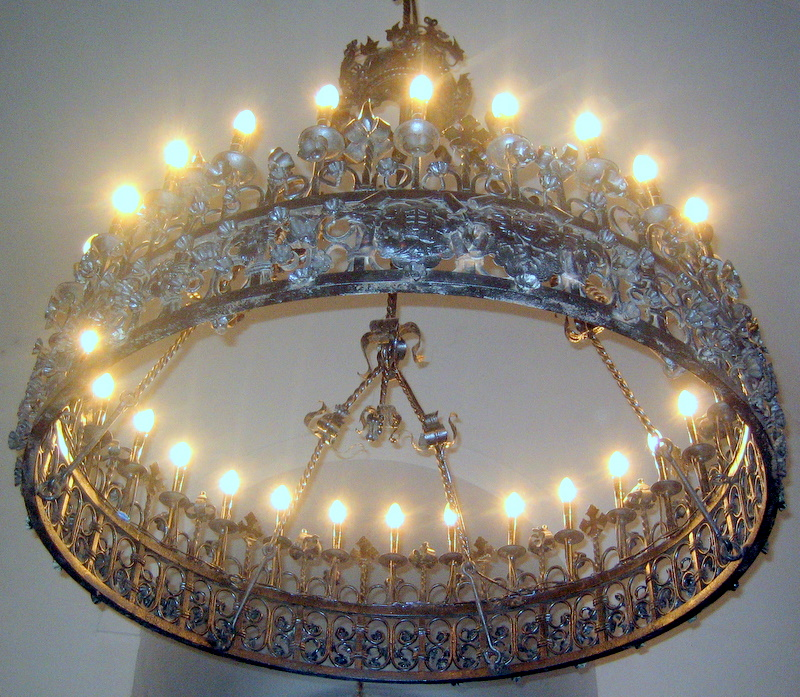
Люстра работы П. Багрима в Римско-католической церкви в Крошине
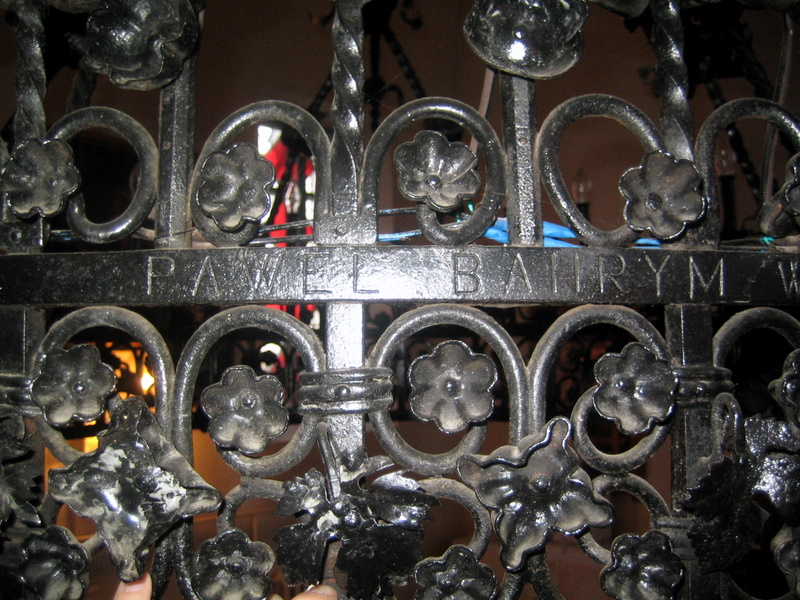
Фрагмент люстры с инскрипцией П. Багрима
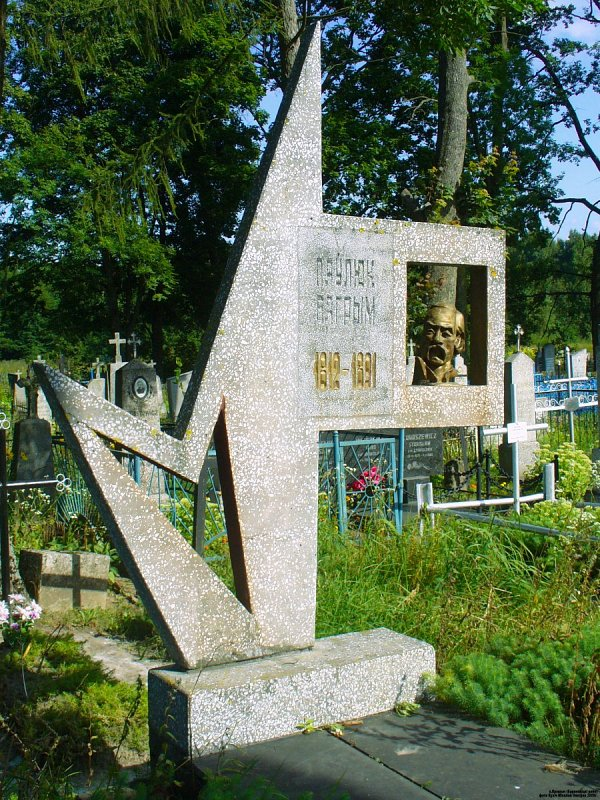
Могила П. Багрима (2009) в Крошине
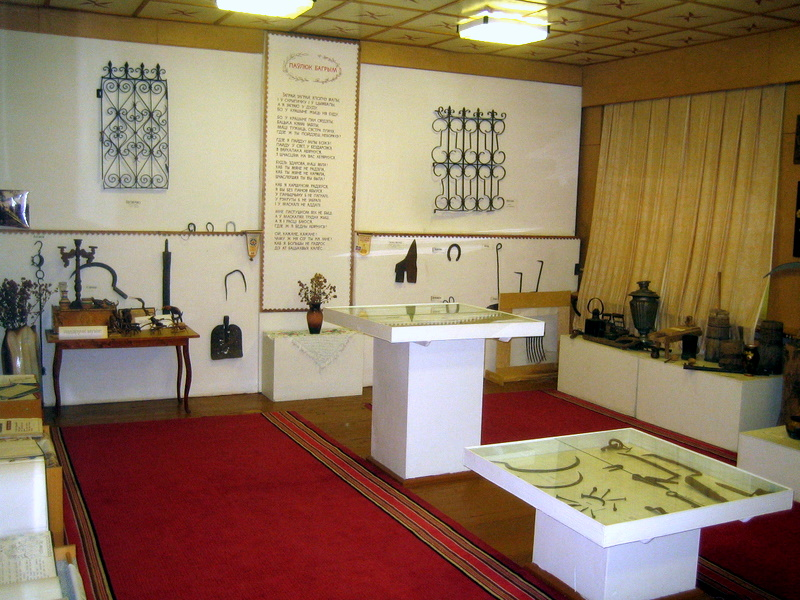
Музей народного творчества и ремёсел имени П. Багрима в Крошине
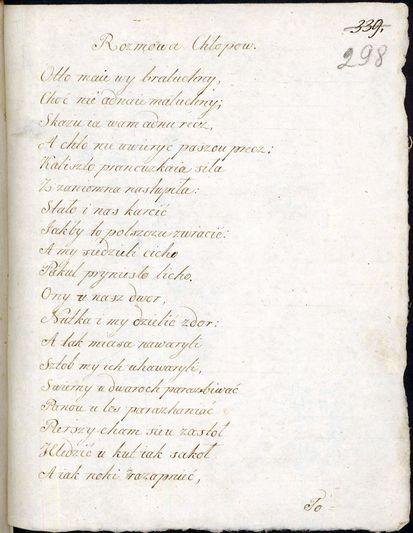
Рукопись стихотворения Яна Борщевского «Rozmowa Chłopow», написанная рукой П. Багрима